# Osvaldo Gross
Osvaldo José Gross (Esperanza, provincia de Santa Fe; 10 de enero de 1961) es un licenciado en geoquímica y chef pâtissier argentino. Es un destacado pastelero a nivel mundial y muy conocido por sus ciclos televisivos tanto en Utilísima Satelital como en elgourmet.com.

## Biografía
Nació el 10 de enero de 1961 en Esperanza, Santa Fe. Su familia es de origen centroeuropeo: abuelos austriacos, madre medio piamontesa y padre austriaco. Es el menor de tres hermanos varones.
En su niñez en Esperanza, Santa Fe, empezó su lazo con la cocina. Los fines de semana, su familia se reunía con otras a comer, donde prefirió la repostería más que la comida salada, por eso iba a casa de su vecina a ayudarla con los postres. Ha contado que abrían al azar el libro de Doña Petrona y elegían una de sus recetas magistrales para agasajar a los comensales, fue así, que empezó la relación con los dulces.
Al momento de elegir carrera se decidió por la Licenciatura en Geoquímica, y se mudó a La Plata para cursar en la Universidad Nacional de La Plata. Una vez recibido en 1985, empezó a trabajar como director del Laboratorio de Análisis Minerales de la Dirección General de Fabricaciones hasta 1992.
Los estudios que llevó a cabo en ese puesto estuvieron dirigidos a investigaciones sobre la recuperación de oro, plata y cobre en yacimientos del Norte del país y después, en un segundo proyecto, destinado a la detección de los elementos de la Tierras Raras (lantánidos) en rocas sedimentarias.
En 1988 se decidió a estudiar cocina con Francis Mallmann, Alicia Berger y Pelusa Molina. Pero 1991 fue el año en que comenzó su formación especializada en el arte de la pastelería, y para introducirse en ese mundo se inscribió en L’Ecole Lenôtre, en París (Francia), luego siguió su formación en Alemania, Estados Unidos e Italia.
Ya de vuelta en la Argentina, visitó el hotel Park Hyatt Buenos Aires (luego Four Seasons) y salió de allí con trabajo: necesitaban con urgencia alguien que hablara francés, que fuera capaz de traducir lo que el chef decía y que supiera mucho de cocina. Gross llenó todos esos requisitos a la perfección. Ser el sous chef le permitió también trabajar en el Grand Hyatt de Singapur, el Century Hyatt de Tokio y el Regency Cologne de Alemania.
Estudió pastelería y obtuvo diplomas en: Le Cordon Bleu, L'École Lenôtre, L'École Bellouet-Conseill, The Culinary Institute of America, École Etoile, Castalimenti y otras prestigiosas instituciones internacionales.
Desde 2003 es miembro de la Académie Culinaire de France y jurado en concursos de pastelería en toda Latinoamérica.
En 2014 la organización World's 50 Best le otorgó el Premio Mejor Chef Pastelero de América Latina 2014.
El 31 de octubre de 2019 en la 12.a sesión ordinaria de la Cámara de Senadores de la provincia de Santa Fe se rindió un homenaje al Lic. Osvaldo José Gross y se le otorgó un reconocimiento «por su destacada trayectoria como Pastelero Profesional y ferviente dedicación a la transmisión de sus conocimientos culinarios».
Sus referentes culinarios son Dolli Irigoyen y Pierre Hermé.

### Desempeño como docente
Por un período de ocho años enseñó Química General e Inorgánica en la Universidad Nacional de La Plata. Después se dedicó a la enseñanza de la pastelería en las principales escuelas del país. Es el Chef Pâtissier del Instituto Argentino de Gastronomía (IAG); se encarga de dirigir el área de pastelería, de armar los contenidos y las actualizaciones de las distintas materias y también tiene a su cargo el desarrollo y formación de docentes.
Gross ha contado cuánto disfruta dar clase, enseñar lo que sabe y al mismo tiempo dice que aprende de sus alumnos, de las ideas que traen. Le gusta transmitir lo que él aprendió en su casa: agasajar con algo hecho con las propias manos, es dar parte de uno. 
Dicta clases maestras en diferentes ferias y festivales gastronómicos en América Latina.

### Incursión en la televisión
La televisión lo vio aparecer en 1992 al frente del ciclo Secretos y Sabores. En Utilísima Satelital comenzó en Alta Cocina, luego el ciclo de tres años de Rico y Picante. Desde el 2000 hasta 2003, compartió con Marcelo Vallejo una emisión semanal dedicada a la pastelería en el programa El Panadero y el Pastelero. Condujo el programa Pastelería sin secretos desde donde enseñó la más tradicional repostería. El 15 de abril de 2008, migró al canal de cocina elgourmet.com, donde condujo el programa «Método Gross» haciendo las maravillas de la pastelería clásica. El 2 de septiembre de 2009, estrenó un nuevo «Método Gross», pero en esta oportunidad desentrañó los misterios de las tortas en miniatura en «Mini Gâteaux».
De la televisión le gusta la posibilidad de llegar a los hogares de tantas personas. Además recibe muchísima retroalimentación de quienes siguen sus programas, eso le supone un plus a su relación con la televisión. Gross contó que a la hora de planificar sus programas y los temas que tocará en cada uno, tiene muy en cuenta las consultas de los televidentes y pone especial atención en que esas dudas o pedidos de recetas no queden sin respuesta y salgan al aire.

## Programas
- 1992: Secretos y Sabores
- 1997-1999: Rico y Picante
- 2000-2003: El Panadero y el Pastelero
- 2004: Pastelería sin secretos
- 2008: Método Gross
- 2008: Gourmet responde
- 2009: Recetas de familia (1 capítulo)
- 2009: 4 Chefs, 4 Ingredientes
- 2009: Método Gross. Mini Gâteaux
- 2010: Desafío. Yo quiero ser Gourmet (jurado)
- 2010: El Gourmet hace camino (1 capítulo)
- 2011: Método Gross. Los Clásicos
- 2012: Más chocolate
- 2014: Dolli y Gross. Cocina entre amigos
- 2015: Sucré Salé
- 2015: Masas básicas de Gross
- 2016: Horrneados por Gross
- 2017: Los clásicos de Gross
- 2018: Los favoritos de Gross
- 2019: Los favoritos de Gross en Santa Fe
- 2021: Los infalibles de Gross

## Obras publicadas
- La pastelería sin secretos (1999)
- Pastelería base (2007)
- Chocolate (2012)
- El ABC de la pastelería (2013)
- La torta perfecta (2016)
- La pastelería sin secretos (2021)

## Vida personal
Es aficionado a la ópera y a viajar.